# Brewster Aeronautical Corporation

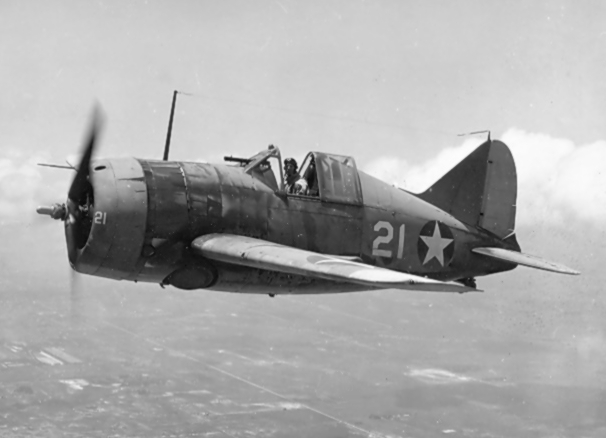
Brewster F2A-3 amerického námořnictva

Brewster Aeronautical Corporation byl americký zbrojní koncern, který existoval od počátku 30. let 20. století až do roku 1946.

## Vznik
Firma vznikla jako letecká divize automobilového výrobce Brewster & Co. Letecký inženýr Jimmy Work tuto divizi v roce 1932 odkoupil za 30 tisíc dolarů a vytvořil z ní Brewster Aeronautical Corporation. Brewster začal s výrobou plováků a částí křídel pro plováková letadla. Brzy však najal konstruktéra Daytona Browna a začal s vývojem vlastních typů. Brewster otevřel celkem tři továrny v New Yorku v Queensu, ve městě Newark ve státě New Jersey a ve Warminster Township ve státě Pensylvánie.

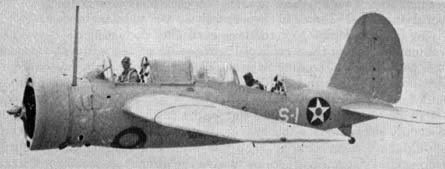
Brewster SBA/SBN

## Vlastní konstrukce
První konstrukcí Brewsteru byl dvoumístný průzkumný bombardér Brewster SBN, který poprvé vzlétl v roce 1936 a byl stavěn pod označením SBN-1. Další bombardovací letoun Brewster SB2A Buccaneer vzlétl poprvé v roce 1941 a byl vyráběn pro Royal Air Force s bojovým jménem Bermuda.
V roce 1935 začal vývoj asi nejznámější konstrukce Brewsteru, palubního stíhacího letounu Brewster F2A Buffalo, který v soutěži porazil prototyp stíhacího dvouplošníku XF4F-1 firmy Grumman, ze kterého se po rozsáhlých úpravách stal známý F4F Wildcat. V roce 1938 se F2A dostal do sériové výroby, v silách US Navy ho ale poměrně rychle nahradil typ F4F Wildcat.
Brewster F2A bojoval v druhé světové válce. V roce 1940 byl v počtu 44 kusů exportován do Finska a výrobu si objednala i Belgie, která však byla okupována Německem po dodání prvních dvou kusů. Velká Británie ostatní belgická Buffala převzala a objednala dalších 170 kusů vylepšené verze. Letouny byly nasazeny na Dálném východě, kde se po vypuknutí války s Japonskem střetly s japonskými stíhači a utrpěly zdrcující ztráty. Na rozdíl od Britů, kteří Buffala nepovažovali za příliš výkonná, je finské letectvo úspěšně nasadilo proti SSSR v pokračovací válce. Dokonce vyráběli mírně modifikovanou variantu VL Humu. Holandsko zakoupilo 92 Buffal dvou verzí, které byly nasazeny v Nizozemské východní Indii a také se zde střetly s japonským letectvem. Japonsko jich několik ukořistilo a testovalo.

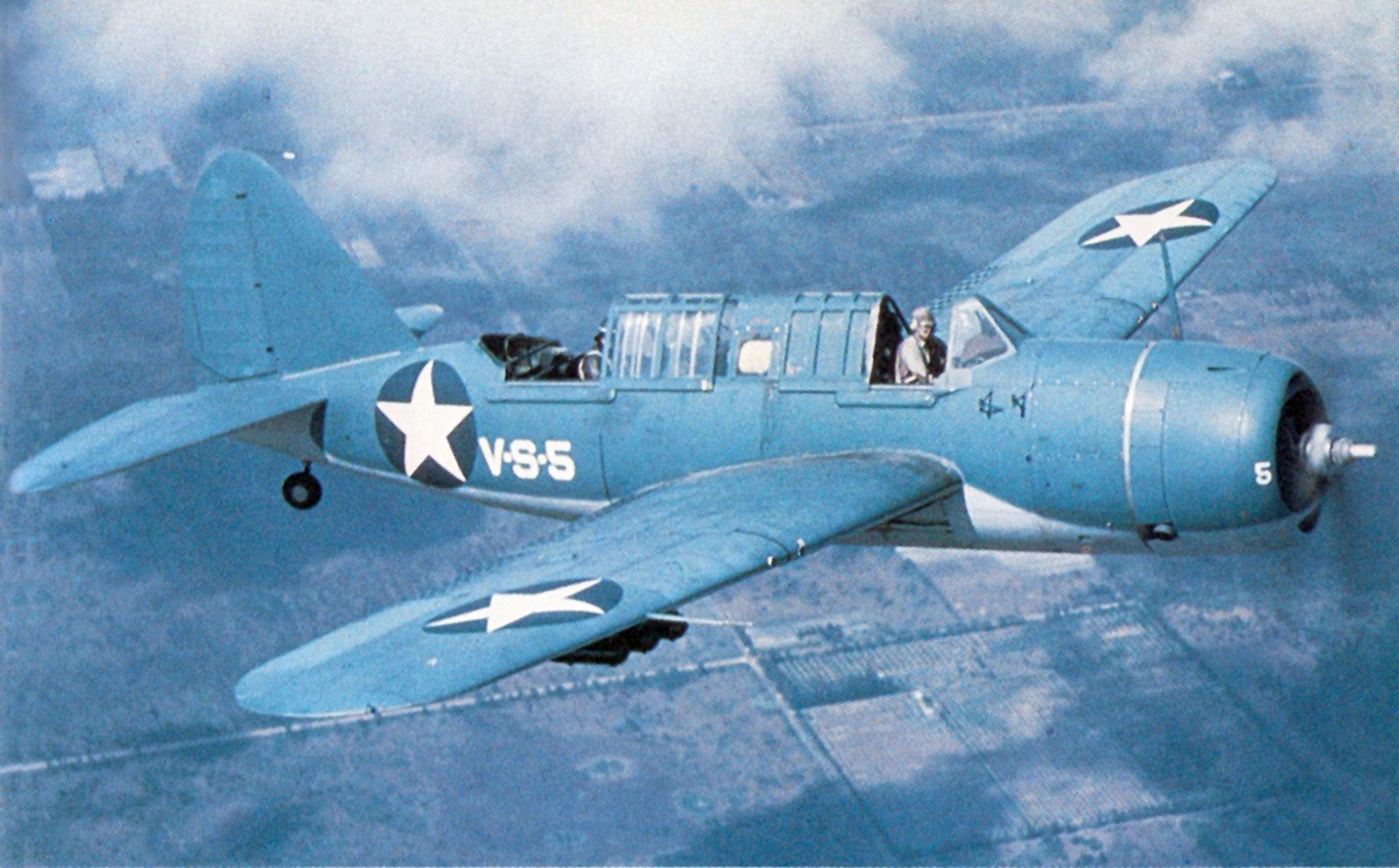
Brewster SB2A Buccaneer

## Potíže a zánik společnosti
Během druhé světové války se ukazovalo, že firma je špatně řízena. Společnost se během pouhých pár let rozrostla z malého subdodavatele částí letounů ve velký zbrojní gigant. Jimmy Work pro vedení společnosti najal Alfreda a Ignacia Mirandovy, kteří byli dříve odsouzeni na dva roky vězení za ilegální prodej zbraní do Bolívie a jménem Brewsteru zákazníkům slibovali větší výrobní kapacity, než společnost vlastnila. Navíc po začátku války celý zbrojní průmysl trpěl nedostatkem kvalifikovaných sil. US Navy nahradilo Jimmyho Worka novým ředitelem společnosti, kterým se stal George Chapline a doufalo, že se tím výroba zrychlí. V roce 1942 Jimmy Work znovu získal kontrolu nad společností, ovšem zrovna době, kdy byl obviněn z podvodů v hodnotě 10 milionů dolarů. V květnu 1942 námořnictvo Brewster zkonfiskovalo a dosadilo na místo ředitele společnosti Naval Aircraft Factory.
Potíže společnosti se zhoršily, když námořnictvo zrušilo objednávku licenční výroby stíhacího letounu Vought F4U Corsair, který měl být stavěn pod označením F3A-1 Corsair. Společnost se dostala do velkých ztrát a její management ji 5. dubna 1946 rozpustil.